# 丹江
丹江，古称丹水、淅水、粉青江、黑江、八百里黑河，是汉水的最长支流。发源于陕西省秦岭地区商洛市西北部的凤凰山南麓，向东南方向流经丹凤县、商南县、淅川县荆紫关镇，再下流经白亭（滔河乡）、淅川老县城、马蹬镇、李官桥镇，然后在丹江口市注入汉水。丹江西连秦陕，过豫西南，南达荆楚，是沟通南北水陆联运的重要通道。唐代张又新的《煎茶水记》称丹江为“天下名水”。《陕西通志》卷8载，李秀卿排列天下名水20种，丹江为位列15。据《均州志》记载：“天下名水二十种，以武关水为第十五种，即丹水也。”这里说的丹水，就是丹江。丹江航运起于秦汉，兴于唐宋，盛于明清、败于民国后期，明清两朝是丹江航运的黄金时代。

## 名字来历
有三种说法：

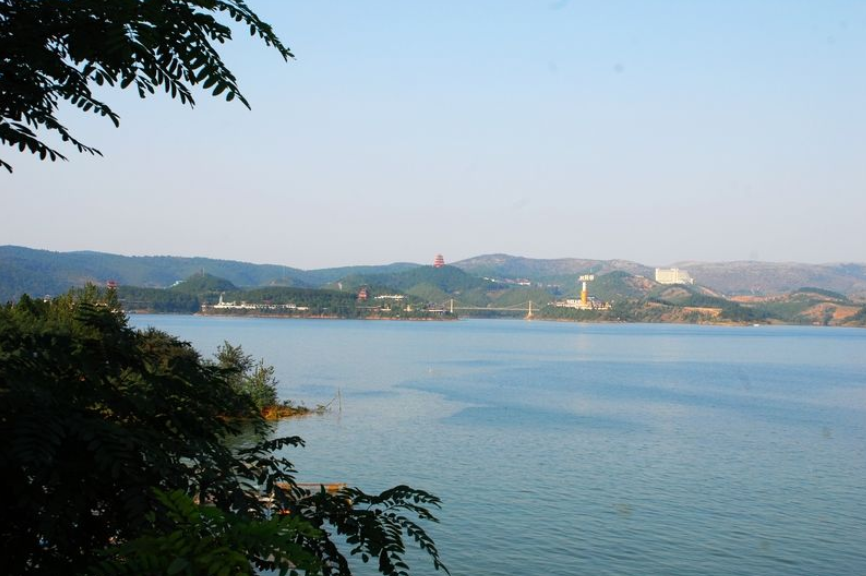
丹江

一说，当时黑水洪水泛滥，禹带领丹朱进行治理，丹朱因过度劳累而丧命于工地上，人们为乐纪念丹朱而黑水改名为丹江。
二說，戰國時代秦趙長平之戰後，秦軍坑殺趙軍降卒四十萬人，史載當時「血流淙淙有聲，楊谷之水皆變為丹，」至今號為丹水，故名，丹江。
三说，相传因产“得者多寿”之“丹鱼”而得名。

## 地理
流域位于东经109°30'-112°00'，北纬32°30'-34°10'的地区，全长440公里，宽约2000米，其中干流长287公里，流域面积16812平方公里。丹江河道险峻，特别是由黑山嘴（陕西河南分界处）至巡路口，大石堂到丹江口，这两个隘口均有30华里之遥，两岸山势陡削，悬岩林立，每当船行至此，船工们便认为进了“一步三瞪眼，八步不见天”的鬼门关。

## 航运历史
春秋时期，《吕氏春秋》载：“尧有丹水之战，以服南蛮。”。唐朝中后期：地方藩镇势力阻断了淮河和汴河的漕运，丹江便成为了运输江淮地区货物的主要航道。明朝中后期:关陇商人通过丹江航道向襄阳、汉口运输物资。明代在龙驹寨建立多处船帮会馆、马帮会馆，由此可见当时丹江航运的繁荣。

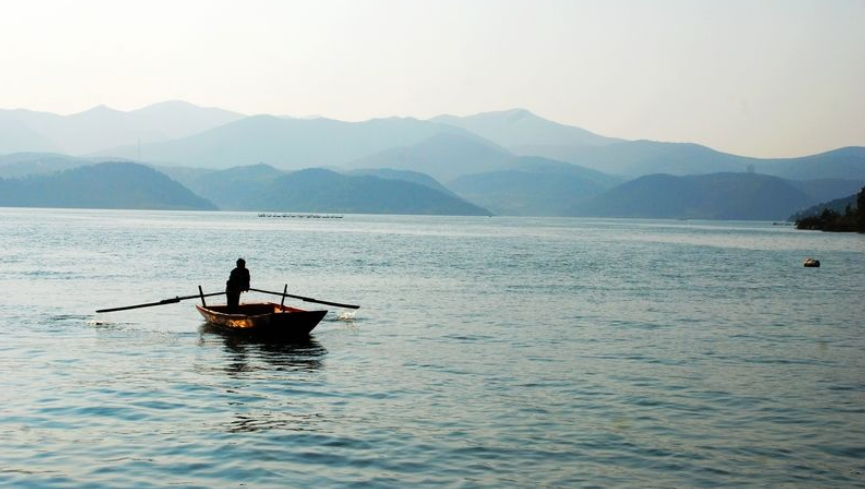
丹江上的船夫

清康熙三十二年（1693年），关中西安和凤翔二府遭饥荒，湖广总督丁思孔学士德珠、楚都抚丁思孔、襄镇殷化行等利用航道运输襄阳的存粮救济陕西，他们为此做了“造舟浚流”的前期准备。康熙五十九年（1720年），关中一带再发饥荒，漕运总督施世纶奉命去陕西赈恤，将湖广、荆州等处仓储米10万石，经丹江运至龙驹寨。雍正九年（1731年）2月16日，皇帝批示运湖广粮食至商州仓储，以备不时之需。乾隆二年（1737年），商州歉收，谷价猛涨。为抑制物价，解救灾民，官府在河南省淅川县李官桥及邓州等处采购粮食1880石，经由丹江水路运至商州城。光绪二十六年（1890年），八国联军攻陷北京，慈禧和光绪逃至西安。荆襄一带的税赋粮食经丹江运至龙驹寨，从龙驹寨转运西安府，供皇帝和军政官员享用。
民国时期，淅川境内流传这样一首民谣：“船家胸口三把刀，河霸、土匪和暗礁。船家面前三条路，挨饿、淹死、坐监牢。”船民称丹江航道为“黑河”，意思就是航道上土匪和河霸太多。当时较大的航行有三家，分别是荆紫关镇的凌老四（船帮头目）、老城镇的郭老婆（江湖诨号）和李官桥镇的金玉楼（红帮会头目），这些头目像”吸血鬼“一样盘剥着船民。民国25年（1936年）前后，丹江上水运输煤油、瓷器、丝货；下水运输药材、核桃、桃仁等山货土特产品。20世纪40年代之后，丹江航道逐渐变萧条。

## 航运衰落原因
落后的交通工具木帆船不能适应时代发展要求。商洛境内的一段丹江航道，上行仅能载重4吨，如果水大下行时最多只能载重10吨。从龙驹寨到荆紫关167公里水程，平水时往返一次需20天时间，船工劳动繁重，效益较低。但木帆船在当时是比较先进的运输工具，舍此别无其他更好的选择，所以比较兴盛。但从民国时期开始，铁路、公路货运快速发展，使丹江航运逐渐消沉。
20世纪50年代以后经济区域的划分，流通渠道的强制性规定，窒息了丹江航运。50年代时，中国实行“统购统销”，地区内的山货土特产品，不准自行出入航道，人为地割断了丹江上下游的经济互补关系，丹江航道失去了作用。另外1962年中共中央政府实施的“割掉资本主义尾巴”政策，把农副业船只当“资本主义尾巴”割掉。
丹江区域大面积的毁林开荒，兴修水库，使丹江水源锐减。加上沙石大量流入河槽，使河道改变，险滩增多，又没有治理，致使航道部分区域不能通行。

## 明代以来的水患灾害

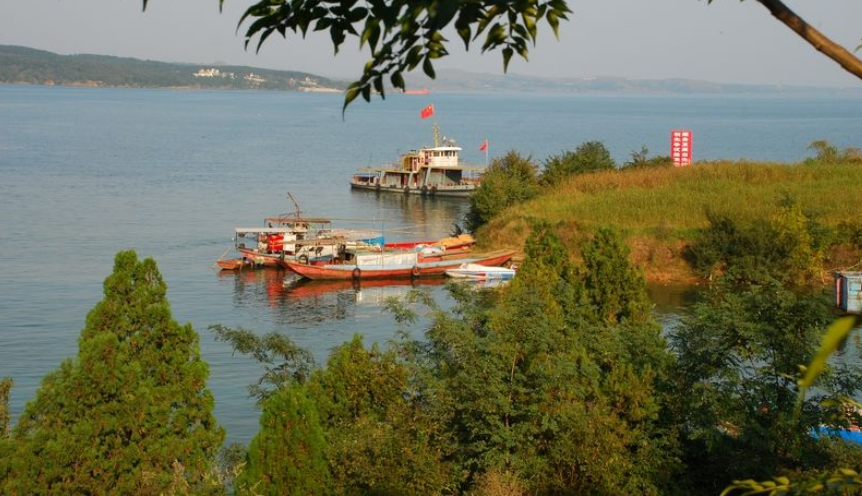
丹江一岸

明正德十五年（1520年），丹江大水，淹没粮田，冲毁房舍无数。嘉靖三十六年（1557年），大水，丹江泛滥。隆庆六年（1572年），丹江泛滥，平地水深丈余，漂没房舍。万历二十一年（1593年），四月淫雨，七月方止。六月尚未收麦，冬大饥，人相食。万历三十四年（1606年），丹江水溢。大疫，死者甚多。天启七年（1627年），淫雨损麦，丹江泛滥。崇祯十五年（1642年），先旱后涝，丹江泛滥。冲毁田地，舟入村庄。崇祯十七年（1644年），八月淫雨如注，至十一月方息，丹江泛滥。
清顺治十五年（1658年），八至十一月淫雨，江水倒灌。康熙六年（1667年），丹江大水，舟入村庄。康熙十六年（1677年），丹江大水，舟行村中。康熙二十四年（1685年），淫雨，水涨平田，稼禾漂没。康熙六十一年（1722年），淫雨，丹江大水，麦绝收。光绪十六年（1890年），丹江泛滥，淹没村庄三十余个。光绪三十三年（1907年），丹江水涨，损房甚多。
民国8年（1919年），5月至8月连降大雨，丹江暴涨，冲地倒屋，淹死人畜甚多。民国20年（1931年），夏秋大水成灾，丹江两岸土地房屋被毁甚多。
民国24年（1935年），6月6日，山洪爆发，江水猛涨，淹没土地27万余亩，李官桥镇水深数尺，宋湾一带暴雨七昼夜。民国32年（1943年），4-5月，淫雨49天，丹江猛涨。1950年秋，淫雨连绵，李官桥、埠口街暴雨成灾，洼地积水，江水倒灌。10月，冒雨种麦。1951年5月底，先雨后雹，荆紫关、宋湾、岵山、李官桥毁麦无数。1952年，5月连降暴雨，江水猛涨，毁坏田地房屋。入冬雨加雪20余天，红薯冻烂两成。房屋倒塌337间，耕牛死亡270头。1953年，6月13日起连降暴雨月余，江水猛涨，淹死10人，全县3.6万亩庄稼绝收，倒塌房屋3500余间。1954年，7-8月连降大雨，江水猛涨，太白滩最大洪峰流量1.03万立方米/秒，沿江52个村庄受灾。1955年，8月连降大雨，山洪暴发，江水倒灌，8.8万亩庄稼受灾。1956年，5月多雨，江水猛涨，小麦霉烂出芽。1957年，暴雨成灾，最大降雨量530毫米，太白滩最大洪峰流量1.08万立方米/秒。全县7.2万亩庄稼受灾，倒塌房屋3200余间。

## 图库

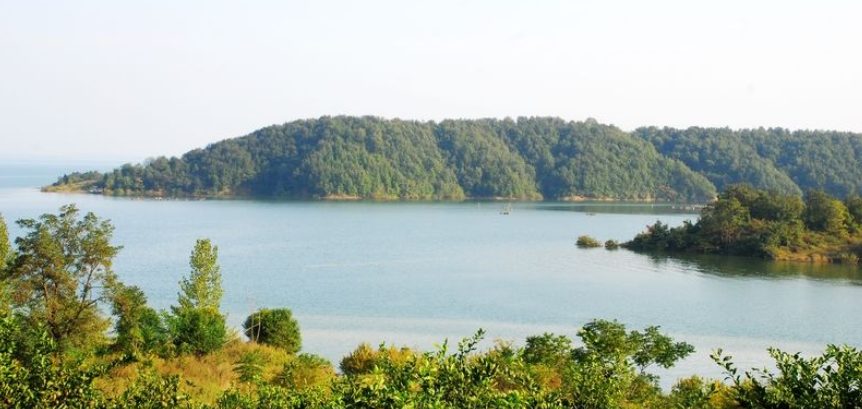
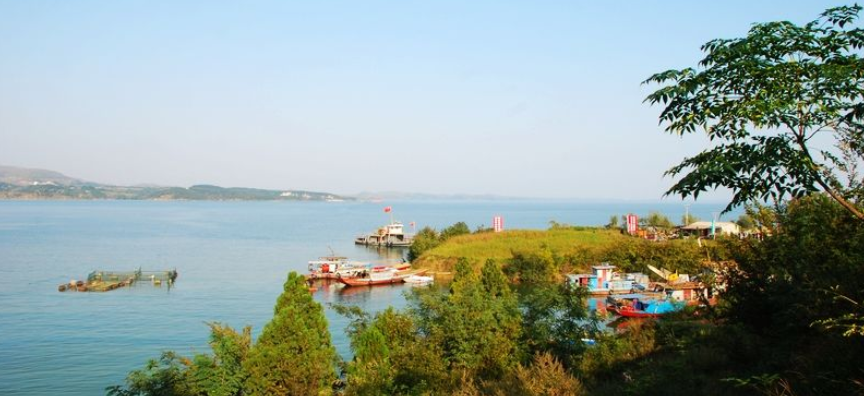
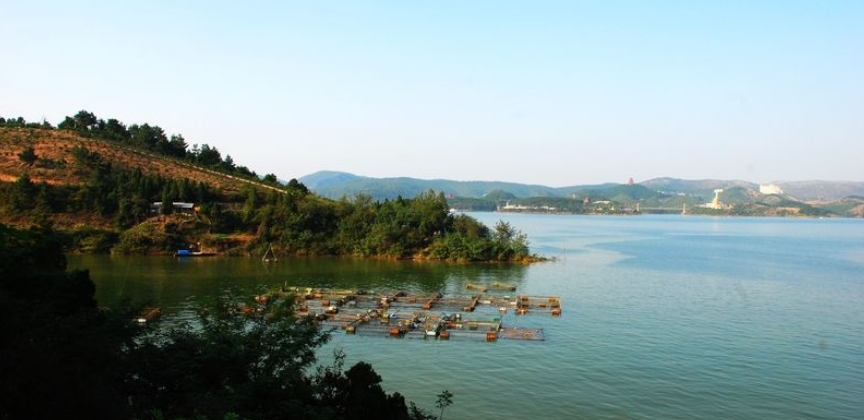
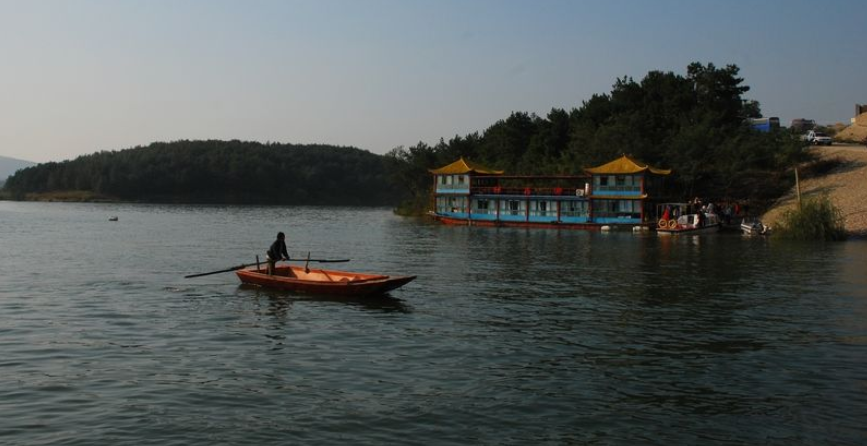